# ISS (компания)
ISS A/S — датская компания, занимается комплексной эксплуатацией и содержанием зданий, офисов, предприятий. Штаб-квартира расположена в Сёборге (коммуна Гладсаксе, пригород Копенгагена).

## История
Компания была основана в 1901 году в Копенгагене в качестве охранной фирмы. В 1934 году была создана дочерняя компания по уборке помещений. В 1943 году в Швеции был открыт первый зарубежный филиал. На рынок Норвегии компания вышла в 1952 году, Германии — в 1965 году, Швейцарии — 1967 году. В 1968 году были куплены несколько компаний по уборке помещений в Великобритании и Нидерландах.
В 1973 году для международной сети филиалов была создана материнская компания ISS-International Service System A/S («Международная система обслуживания»). В 1975 году выручка группы ISS достигла 1 млрд датских крон ($165 млн). Также в 1975 году было создано подразделение кейтеринга. В 1977 году акции ISS были размещены на Копенгагенской фондовой бирже. В 1979 году была куплена доля в нью-йоркской компании по обслуживанию зданий Prudential Building Maintenance Corporation; в 1987 году она была переименована в ISS Inc., а в 1990 году поглощена полностью. В конце 1980-х годов был поглощён ряд компаний по уборке в Скандинавии, ФРГ и США, число сотрудников выросло до 100 тыс..
В 1993 году за 93,5 млн долларов была куплена американская компания National Cleaning Group, что сделало группу ISS лидером рынка контрактной уборки в США с выручкой 950 млн долларов. В 1995 году в американской дочерней компании ISS Inc., на который приходилось 40 % выручки группы ISS, была выявлена фальсификация отчётности. В результате скандала группе в 1997 году пришлось продать ISS Inc. канадской компании Aaxis. В 1998 году была куплена немецкая компания NWG Holding, крупнейший в Европе оператор уборки больниц. Также в 1998 году присутствие в Азии было расширено покупкой гонконгской компании Reliance Environmental Services с 7 тыс. сотрудников. В 1999 году за 3,6 млрд крон была поглощена компания Abilis с 50 тыс. сотрудников. После этого приобретения у группы ISS стало 195 тыс. сотрудников, она работала в 32 странах и была лидером рынка в Европе и Азии.
В 2000 году было поглощено 53 компании, крупнейшие приобретения были сделаны во Франции, Великобритании, Дании и Нидерландах. Выручка за 2000 год составила 28,72 млрд крон (3,85 млрд евро). В 2001 году группа вышла на рынок Японии. В 2004 году ISS вышла на российский рынок путём покупки компании «Сканклин», специализировавшейся на оказании услуг по профессиональной уборке с 1997 года.
В 2005 году инвестиционные фонды EQT Partners и Goldman Sachs Capital Partners выкупили акции ISS, после чего был проведён делистинг. В 2006 году был куплен 51 % акций австралийской компании Tempo Services. В 2007 году группа ISS вновь вышла на рынок США, купив компанию Sanitors Inc. Общее количество сотрудников в группе достигло 400 тыс.
В 2011 году британская охранная компания G4S сообщила о намерении приобрести ISS за 5,2 млрд фунтов стерлингов; позже от сделки отказались из-за несогласия части акционеров G4S. В марте 2014 года акции ISS вновь были размещены на Копенгагенской фондовой бирже, что стало крупнейшим IPO в Дании с 1994 года.

## Деятельность
Компания занимается обслуживанием офисных помещений, промышленных предприятий, лечебных учреждений и других объектов. Услуги включают уборку, техническое обслуживание, организацию питания, безопасность. По состанию на 2024 год ISS обслуживала 50 тыс. объектов в 30 странах мира. В компании работает более 300 тыс. человек, текучесть кадров составляет 32 % в год.
Выручка за 2024 год составила 83,8 млрд датских крон ($12,6 млрд), из них на Северную Европу пришлось 37 %, на Центральную и Южную Европу — 33 %, на Азиатско-Тихоокеанский регион — 17 %, на Америку — 12 %. Крупнейшими рынками были Великобритания и Ирландия (14 % выручки), США и Канада (8 %), Швейцария (8 %), Турция (8 %), Германия (7 %), Испания (6 %), Австралия и Новая Зеландия (6 %).